# Stone Fleet

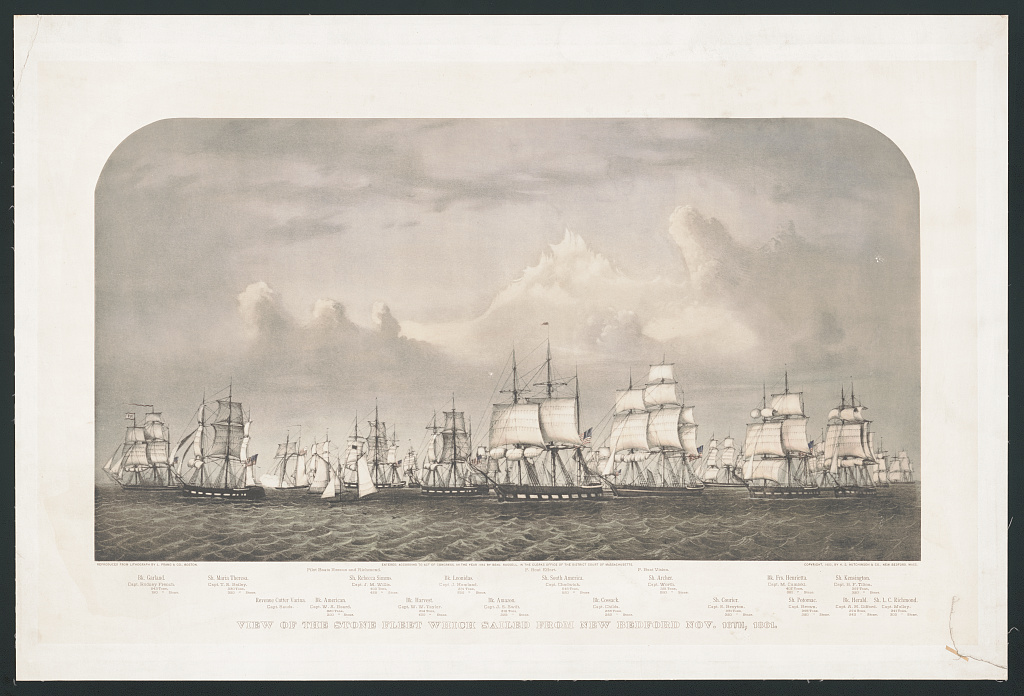

La Stone Fleet (inglese: "Flotta di pietra") venne usata durante la guerra di secessione americana dall'Union Navy.
Diverse vecchie navi, specificatamente acquistate per questo scopo vennero caricate con pietra e sabbia o riempite con rifiuti e quindi trainate fino ad un punto designato per essere affondate come rischio per la navigazione per tutte le imbarcazioni che fossero transitate per quel luogo.
Ventiquattro baleniere furono affondate nel porto di Charleston dal capitano Charles Henry Davis, a partire dal 19 dicembre 1861. Una seconda flotta di circa 12 - 20 vascelli venne affondata nel Mafitt's Channel nel 1862.
Il generale confederato Robert E. Lee definì l'operazione un'"abortita espressione di malizia e vendetta" (an abortive expression of the malice and revenge) del Nord.
Gli storici sono in disaccordo sul successo della Stone Fleet poiché gli altri canali del porto di Charleston rimasero aperti e le navi si disgregarono in un anno o due. Comunque altri notano che diedero al Nord il tempo di costruire ulteriori cannoniere per pattugliare il porto.
L'evento ispirò Herman Melville a scrivere il poema The Stone Fleet.